# University of Nairobi
Die University of Nairobi (bekannt auch als UON) mit Sitz in Nairobi ist die größte Universität in Kenia. 
Im Studienjahr 2010–2011 waren 56.279 Studenten eingeschrieben.

## Geschichte
Die Gründung geht auf das Jahr 1956 zurück, als die ersten Abiturienten am Royal Technical College zum Studium zugelassen wurden. Am 25. Juni 1961 wurde das Royal Technical College in eine Universität mit dem Namen Royal College Nairobi umgewandelt, damals die zweite Hochschulgründung in Ostafrika. Damals bestand eine enge Beziehung zur Universität London, zum Beispiel vergab die englische Universität die akademischen Titel. Am 20. Mai 1964 wurde das Royal College Nairobi in die länderübergreifende ostafrikanische University of East Africa als University College Nairobi eingegliedert. Die enge akademische Verbindung zur Universität London wurde aufgehoben. Nach Auflösung der University of East Africa 1970 erhielt die Hochschule ihren heutigen Namen University of Nairobi und war damit die erste nationale Hochschule Kenias. 

## Fachbereiche

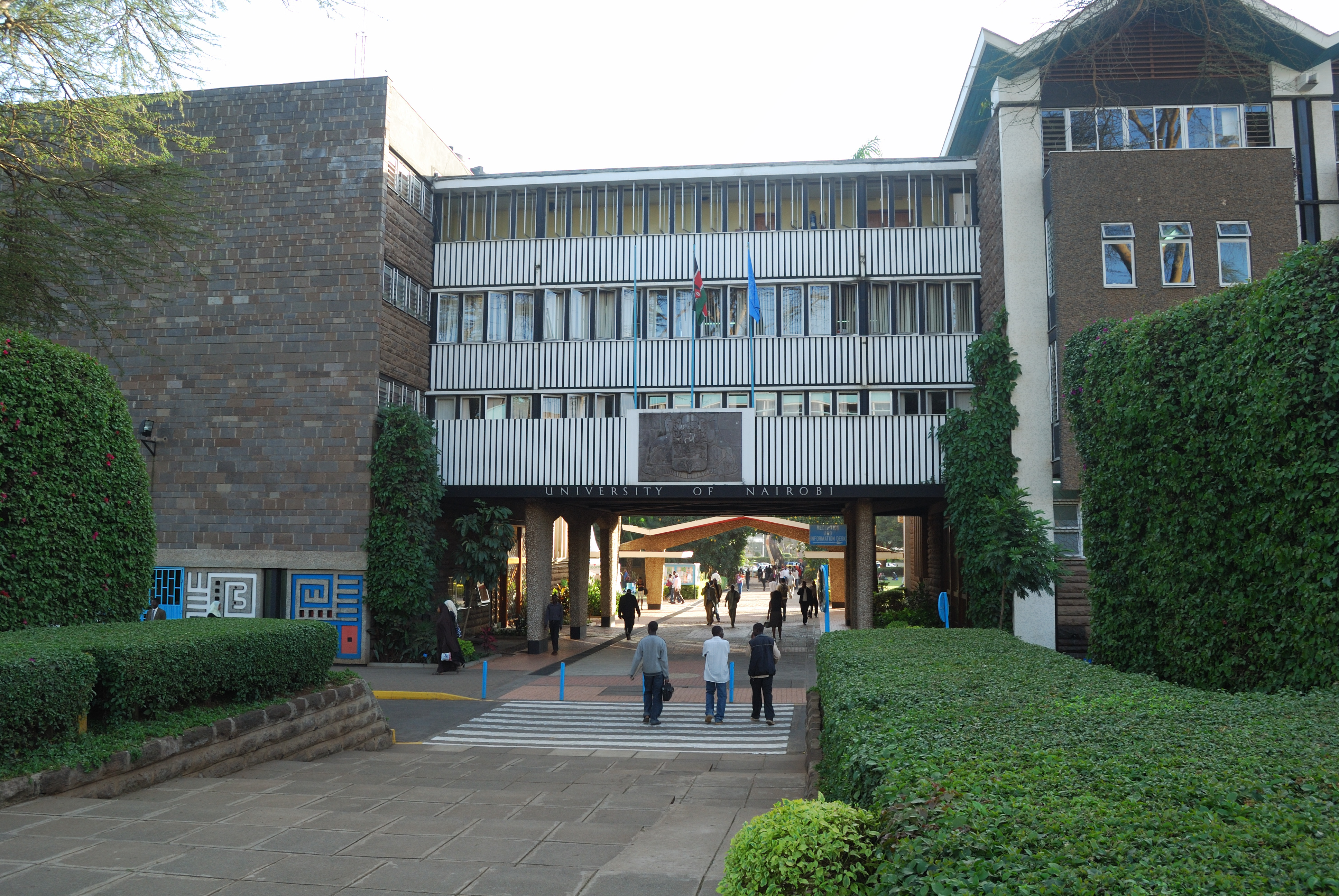
University of Nairobi

Der akademische Bereich der Universität gliedert sich gegenwärtig (2015) in sechs große Fachbereiche, die sich uneinheitlich aus Fakultäten, Colleges, Abteilungen, Institute und andere Forschungsbereiche zusammensetzen.
- Fachbereich für Landwirtschaft und Veterinärwissenschaften

Agrar- und Viehwirtschaft, Veterinärmedizin
- Fachbereich für Architektur und Ingenieurwesen

Produkt- und Innenraumdesign, Ingenieurwissenschaften, Nuklearforschung, Bautechnologie, Architektur-, Stadt- und Landschaftsplanung
- Fachbereich für Biologie und Naturwissenschaften

Biotechnologie, Biologie, Klimaforschung, Chemie, Geologie, Meteorologie, Physik, Informatik, Mathematik
- Fachbereich für Bildung

Pädagogik, Bildungsforschung, außerschulische Bildung, Fortbildung
- Fachbereich für Gesundheitswissenschaften

HIV-Prävention und Forschung, Medizin, Dentalmedizin, tropische und Infektionskrankheiten, Krankenpflege, Hygiene, Pharmazie
- Fachbereich für Geistes- und Sozialwissenschaften

Afrikanistik, Gender Studies, Philosophie, Soziologie, Sprachwissenschaft, Menschenrechte, Konfliktforschung, Politikwissenschaften, Öffentliche Verwaltung, Psychologie, Germanistik, Religion, Arabistik, Kiswahili, Konfuzianismus, Bibliotheks- und Informationswissenschaften, Kommunikationswissenschaft, Geografie und Umweltfragen, Geschichte und Archäologie, Betriebswirtschaft, Umweltrecht und -politik, Diplomatie und internationales Recht, Wirtschaftswissenschaft, Entwicklungsarbeit, Journalismus, Jura, Demografie, Dolmetscher- und Konferenzdienste

## Satellit 1KUNS-PF
An der Universität (School of Engineering) wurde der erste Satellit des Landes (1KUNS-PF) mit technischer Unterstützung von JAXA entwickelt und am 2. April 2018 in die Erdumlaufbahn gebracht. Der Nano-Satellit hat ein Gewicht von 1,2 kg und wurde auf ca. 4.000 km Höhe gebracht. Die erwartete Lebensdauer wird etwa 12 bis 18 Monate betragen. Die Finanzierung erfolgte von der UNO.

## Campusbereiche

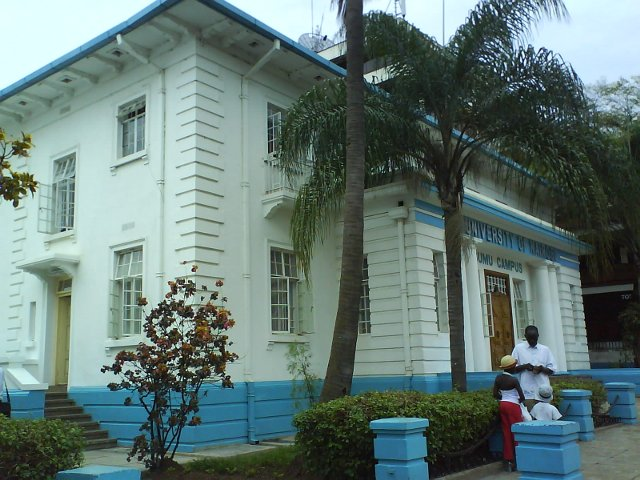
University of Nairobi, Kisumu Campus

Die Einrichtungen der Universität Nairobi verteilen sich auf mehrere Campusbereiche. Entsprechend der Hochschulstruktur sind das wie folgt:

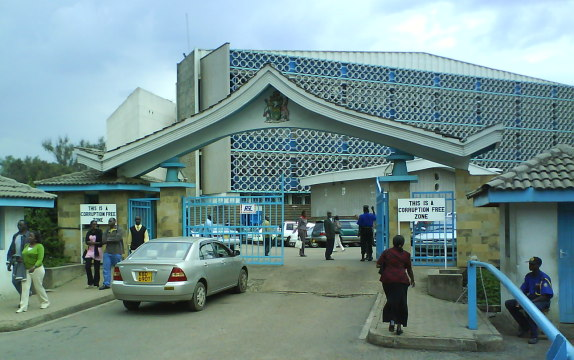
Haupteingang

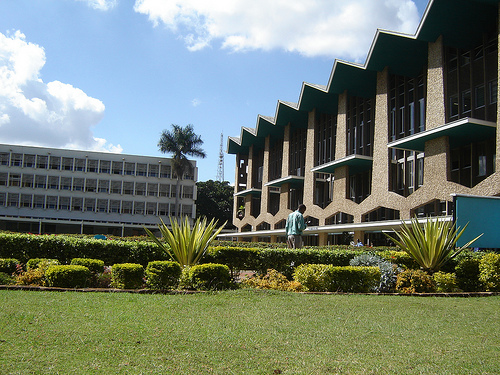
Hauptcampus

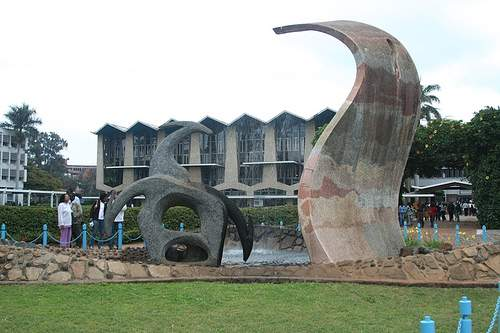
Hauptcampus

- Main Campus (Hauptcampus)

Der Hauptcampus liegt im Zentrum von Nairobi. In diesem Komplex befinden sich das Colleges of Architecture and Engineering (Architektur und Ingenieurwissenschaften) und das College of Humanities and Social Sciences (Geistes- und Sozialwissenschaften).
- Chiromo Campus

Der Chiromo Campus liegt nordwestlich des Stadtzentrums unweit der Nationalstraße A 104 im gleichnamigen Stadtteil. Hier befindet sich das College of Biological and Physical Sciences (Biologie und Naturwissenschaften).
- Lower Kabete Campus

Zwischen den Stadtteilen Wangige und Lower Kabete liegt an der Kapenguria Road der Campusbereich mit der School of Business (Betriebswirtschaft).
- Kenyatta National Hospital Campus

Dieser Campusbereich befindet sich im Stadtgebiet von Nairobi. Das Kenyatta National Hospital ist das Lehrkrankenhaus der Universität und zugleich beherbergt es das College of Health Sciences (Gesundheitswissenschaften).
- Parklands Campus

Dieser Campusbereich nördlich von Nairobi im Stadtteil Parklands beherbergt die  School of Law (Jura).
- Kikuyu Campus

Dieser Campusbereich befindet sich nahe dem Ort Kikuyu. Hier befindet sich das College of Education and External Studies (Bildung und externe Studien), das Außenstellen in Nairobi, Mombasa, Kisumu, Kakamega, Nakuru and Nyeri betreibt.
- Kenya Science Campus

Dieser Campusbereich liegt an der Ngong Road in Nairobi. Hier befinden sich Einrichtungen zur Ausbildung von Pädagogen.
- Kisumu Campus

Dieser Campusbereich befindet sich in der westkenianischen Stadt Kisumu. Hier sind Fachbereiche der School of Law, School of Business und des College of Education and External Studies untergebracht.
- Mombasa Campus

Der Campusbereich liegt in der kenianischen Küstenstadt Mombasa. Hier sind Einrichtungen der School of Law, School of Business und des College of Education and External Studies untergebracht.
- Embu University College Campus

Dieser Campusbereich liegt im Embu County.

## Hochschulverwaltung
Die Führung und Verwaltung der Universität liegt in der Verantwortung mehrerer Gremien sowie bei den Inhabern von Leitungs- und Repräsentationsämtern.

### Chancellor
Die Funktion des Chancellor (deutsch hier: Universitätskanzler) ist primär ein repräsentatives Amt mit der Aufgabe einer reputablen Außenwirkung.
- Vijoo Rattansi (seit 2013)
- Joseph B. Wanjui (2003–2013)
- Mwai Emilio Stanley Kibaki (2002–2003)
- Daniel Toroitich arap Moi (1978–2002)
- Mzee Jomo Kenyatta (1970–1978)

### Vorsitzende des Universitätsrates
Der Universitätsrat ist das höchste Gremium der Universität und arbeitet auf der Grundlage des Universities Act 2012 von Kenia. Er entscheidet hauptsächlich über Stellenbesetzungen, die Statuten (zu veröffentlichen in der Kenya Gazette) und Rahmenrichtlinien der Universität, das Budget und im Falle einer staatlichen Hochschule über die Ernennung des Vice-Chancellor oder Prinzipals. Der Senat ist hingegen das Beratungs- und Beschlussgremium für den Vice-Chancellor in Fragen der akademischen Lehre, Prüfungsangelegenheiten, den Sozialbelangen und Disziplinarverfahren.
- Idle Omar Farah (seit 2013)
- John Simba (2004–2013)
- David Peter Simon Wasawo (1999–2004)
- Sam Ongeri (1995–1998)
- Lawrence George Sagini (1983–1995)
- William Odongo Omamo (1980–1983)
- Bethuel Mareka Gechaga (1972–1979)

### Vice-Chancellor
Der Vice-Chancellor einer Universität in englischsprachigen Ländern ist der aktive Leiter der Universität und entspricht weitgehend dem Rektor deutschsprachiger Hochschuleinrichtungen.
- Peter Mulwa Felix Mbithi (seit 2014)[12]
- George Magoha (2005–2014)
- Crispus Makau Kiamba (2002–2005)
- Francis John Gichaga (1991–2002)
- Philip Muinde Mbithi (1985–1991)
- Joseph Maina Mungai (1978–1985)
- Josephat Karanja (1971–1978)
- Arthur Thomas Porter (1964–1971), Gründungsprinzipal des University College Nairobi

### Stellvertreter des Vice-Chancellor
Die Stellvertreterfunktion wurde ab 1983 in zwei Aufgabenbereiche aufgegliedert, in Verwaltung und Finanzen sowie in akademische Angelegenheiten. Seit 2011 gibt es zwei weitere Stellvertreterbereiche, der für studentische Fragen und der für Forschung, Verwertung und Erweiterung.
- Philip Muinde Mbithi (1981–1983)
- Richard Musangi (1978–1980)
- Douglas Odhiambo (1975–1978)
- Joseph Maina Mungai (1973–1975)
- Bethwell Ogot (1970–1973)
- David Peter Simon Wasawo (1966–1968)

## Persönlichkeiten
- Gibson Kamau Kuria (* 1947), Rechtswissenschaftler
- Wangari Maathai (1940–2011), Vetärinärin, Politikerin
- Henry Odera Oruka (1944–1995), Philosoph
- Walter Plata (1925–2005), Graphischer Gestalter, beteiligte sich als Entwicklungshelfer ab 1969 an der Errichtung der ersten Schule für Gestaltung an einer afrikanischen Universität und leitete sie von 1973 bis 1975

## Absolventen
- Iman Abdulmajid (* 1955), Modell
- Joyce Aluoch (* 1947), Richterin am Internationalen Strafgerichtshof
- Mariatou Jallow (* 1954), Politikerin und ehemalige Ministerin für Gesundheit und Soziales in Gambia
- Mukhisa Kituyi (* 1956), Politiker und Leiter der UNCTAD seit 2013
- Musikari Kombo (* 1944), Unternehmer und Politiker
- Newton Kulundu (1948–2010), Politiker
- Willy Mutunga (* 1947), Chef Justice von Kenia und Präsident des Obersten Gerichts Kenias
- Njoki Ndung'u (* 1965), Politikerin und Richterin am Obersten Gericht Kenias
- Florence Wambugu (* 1953), Pflanzenpathologin und Virologin
- Moses Wetangula (* 1956), Außenminister Kenias